# Veronika Schmidt
Veronika Schmidt   (Harzgerode, 24 d'agost de 1952), de casada Hesse, és una esquiadora alemanya, ja retirada, especialista en esquí de fons, que va competir sota bandera de la República Democràtica Alemanya durant les dècades de 1970 i 1980.
El 1976 va prendre part als Jocs Olímpics d'Hivern d'Innsbruck, on va disputar tres proves del programa d'esquí de fons. Formant equip amb Monika Debertshäuser, Barbara Petzold i Sigrun Krause guanyà la medalla de bronze en la prova del relleu 4x5 quilòmetres, mentre en els 10 quilòmetres fou vuitena i en els 5 quilòmetres dotzena. Quatre anys més tard, als Jocs de Lake Placid, tornà a disputar tres proves del programa d'esquí de fons. Formant equip amb Marlies Rostock, Carola Anding i Barbara Petzold guanyà la medalla d'or en la prova del relleu 4x5 quilòmetres, mentre en els 5 quilòmetres fou setena i en els 10 quilòmetres vuitena.
En el seu palmarès també destaquen tres medalles al Campionat del món d'esquí nòrdic, una d'or, una de plata i una de bronze, entre les edicions de 1974 i 1982, així com deu campionats nacionals.